# 血清応答因子
血清応答因子（けっせいおうとういんし、英: serum response factor、略称: SRF）は、転写因子として機能するタンパク質である。

## 機能
血清応答因子はMADSボックススーパーファミリーに属する転写因子である。このタンパク質は、標的遺伝子のプロモーター内の血清応答エレメント（serum response element; SRE）に結合する。このタンパク質はc-fosを含む多くの最初期遺伝子の活性を調節しており、それによって細胞周期の調節、アポトーシス、細胞成長、細胞分化に関与している。SRFは多くのシグナル伝達経路の下流の標的となっており、一例としてMAPK経路はTCFファミリー（ternary complex factor）を介してSRFの転写活性を調節する。
SRFは胚発生時に重要であり、中胚葉の形成と関連づけられている。完全に発達した哺乳類では、SRFは骨格筋の成長に重要である。SRFとステロイドホルモン受容体などとの相互作用は、ステロイドによる筋成長の調節に寄与している可能性がある。またELK1などのTCFとミオカルディンはSRFをめぐって競合し、それぞれ平滑筋遺伝子の発現を抑制、促進する。

## 臨床的意義
SRFの欠損は乾癬やその他の皮膚疾患と関連している。

## 相互作用
SRFは次に挙げる因子と相互作用することが示されている。
- ASCC3（英語版）[15]
- ATF6[16]
- CEBPB（英語版）[17][18]
- CERBBP（英語版）[19]
- ELK4（英語版）[16][20]
- GATA4（英語版）[21][22]
- GTF2F1（英語版）[23][24]
- GTF2I（英語版）[25][26]
- Myogenin（英語版）[27][28]
- NFYA（英語版）[29]
- NCOR2（英語版）[30]
- PML[19]
- Src[31]
- TEAD1（英語版）[32]

## 関連文献
- “Rho-actin signaling to the MRTF coactivators dominates the immediate transcriptional response to serum in fibroblasts”. Genes & Development 28 (9):  943–58. (May 2014). doi:10.1101/gad.239327.114. PMC 4018493. PMID 24732378.
- “Suppression of the ERK–SRF axis facilitates somatic cell reprogramming”. Experimental & Molecular Medicine 50 (2):  e448. (Feb 2018). doi:10.1038/emm.2017.279. PMC 5903827. PMID 29472703.
- “Serum Response Factor (SRF) Drives the Transcriptional Upregulation of the MDM4 Oncogene in HCC”. Cancers 13 (2):  199. (January 2021). doi:10.3390/cancers13020199. PMC 7829828. PMID 33429878.
- “Reprogramming progressive cells display low CAG promoter activity”. Stem Cells 39 (1):  43–54. (January 2021). doi:10.1002/stem.3295. PMC 7821215. PMID 33075202.
- “Cyclase-associated protein 2 (CAP2) controls MRTF-A localization and SRF activity in mouse embryonic fibroblasts”. Scientific Reports 11 (1):  4789. (February 2021). Bibcode: 2021NatSR..11.4789K. doi:10.1038/s41598-021-84213-w. PMC 7910472. PMID 33637797.